# Jacques Ellul
Jacques Ellul [žak elyl] (6. ledna 1912, Bordeaux – 19. května 1994, Pessac u Bordeaux) byl francouzský sociolog, historik, filozof, spisovatel, právní teoretik a protestantský teolog, který sám sebe řadil ke křesťanskému anarchismu.
Byl profesorem na univerzitě v Bordeaux. Silně ho ovlivnilo dílo Sorena Kierkegaarda a Karla Bartha, ovšem i Karla Marxe, jehož dílo vykládal z křesťanských pozic. Už od 30. let 20. století ovšem patřil k ostrým kritikům sovětského komunismu. K jeho velkým tématům patřil technologický pokrok (zejména slavná kniha La Technique ou l'enjeu du siècle z roku 1954), propaganda a vztah křesťanství a politiky. Byl přesvědčen, že moderní technologie ubíjejí humanitu. Je mu připisováno autorství hesla „mysli globálně, jednej lokálně“, které si osvojilo zejména protiglobalizační hnutí. Za druhé světové války bojoval v hnutí odporu a zachránil přitom také mnoho Židů, proto roku 2001 získal ocenění Spravedlivý mezi národy od organizace Jad Vašem. Sám silně podporoval stát Izrael.